# Cal Silé
Cal Silé és una obra modernista del Pont d'Armentera (Alt Camp) protegida com a Bé Cultural d'Interès Local.

## Descripció
Cal Silé és un edifici entre mitgeres, que fa xamfrà entre els carrers Hospital i Major del Pont d'Armentera. Les façanes que donen a la plaça del Doctor Bedós i als carrers esmentats mostren una organització de la construcció en planta baixa, pis i terrat, amb barana de terra cuita, amb obertures allindades i balcó corregut que s'estén per les tres façanes. Els elements decoratius són d'una gran sobrietat. La major part del mur és arrebossat i pintat amb imitació de carreus. La façana posterior dona a una riera situada a un nivell inferior.

## Història
L'edifici fou construït l'any 1914.